# Ụ̃
Ụ̃ (minuscule : ụ̃), appelé U tilde point souscrit, est une lettre latine utilisée dans l’écriture de l’aringa ou du kaliko.
Il s’agit de la lettre U diacritée d’un tilde et d’un point souscrit.

## Représentations informatiques
Le U tilde point souscrit peut être représenté avec les caractères Unicode suivants : 
- composé et normalisé NFC (latin étendu additionnel, diacritiques) :

| formes    | représentations | chaînes de caractères | points de code | descriptions                                               |
| --------- | --------------- | --------------------- | -------------- | ---------------------------------------------------------- |
| capitale  | Ụ̃               | Ụ◌̃                    | U+1EE4 U+0303  | lettre majuscule latine u point souscrit diacritique tilde |
| minuscule | ụ̃               | ụ◌̃                    | U+1EE5 U+0303  | lettre minuscule latine u point souscrit diacritique tilde |

- décomposé et normalisé NFD (latin de base, diacritiques) :

| formes    | représentations | chaînes de caractères | points de code       | descriptions                                                           |
| --------- | --------------- | --------------------- | -------------------- | ---------------------------------------------------------------------- |
| capitale  | Ụ̃               | U◌̣◌̃                   | U+0055 U+0323 U+0303 | lettre majuscule latine u diacritique point souscrit diacritique tilde |
| minuscule | ụ̃               | u◌̣◌̃                   | U+0075 U+0323 U+0303 | lettre minuscule latine u diacritique point souscrit diacritique tilde |